# 강덕상
강덕상(姜德相, 1931년 6월 26일~2021년 6월 12일)은 대한민국의 역사학자이다. 주요 연구 분야는 한국 근현대사로 간토 대지진 조선인 학살 사건과 여운형에 대한 연구 업적을 남겼다.

## 생애
1931년 경상남도 함양군에서 태어났다. 3년 뒤인 1934년에 일본으로 이주, 와세다 대학 문학부 사학과를 졸업하고 메이지 대학 대학원 문학연구과에서 동양사를 전공하여 박사 과정을 수료했다. 히토쓰바시 대학 교수를 거쳐 와세다 대학과 시가  현립 대학 명예교수를 지냈으며, 2005년에 민단의 주도로 설립된 재일한인역사자료관 초대 관장에 취임하여 2017년까지 역임했다. 또한 2009년에 발간된 친일인명사전 편찬위원회 지도위원을 지냈다. 
2021년 6월 12일 일본 도쿄에서 숙환인 림프종으로 인해 사망하였다.

## 저서
- 학살의 기억. 관동대지진, 2005년 저.
- 근현대 한일관계와 재일동포, 1999년 저.
- 呂運亨評傳(여운형 평전)<1>朝鮮三.一獨立運動, 2002년 저.
- 呂運亨評傳(여운형 평전)<2>上海臨時政府, 2005년 저.
- カラ-版 錦繪の中の朝鮮と中國 : 幕末.明治の日本人のまなざし, 2007년 저.